# Зимние Олимпийские игры 2022
Зи́мние Олимпи́йские и́гры 2022 (англ. 2022 Winter Olympics, фр. Jeux Olympiques d’hiver de 2022, кит. 2022年冬季奥运会, пиньинь: Dì Èrshísì Jiè Dōngjì Àolínpǐkè Yùndònghuì, палл. Ди Эршисы Цзе Дунцзи Аолиньпикэ Юньдунхуэй; официальное название — XXIV Зи́мние Олимпи́йские и́гры) — международное спортивное мероприятие, проходившее с 4 по 20 февраля 2022 года в Пекине и Чжанцзякоу, которые совместно завоевали право на проведение Игр. Предварительные соревнования начались 2 февраля. Всего разыгрывалось 109 комплектов медалей.
Пекин был объявлен столицей проведения Олимпиады на сессии Международного олимпийского комитета 31 июля 2015 года в Куала-Лумпуре. Он стал первым в истории городом мира, принимавшим и летние, и зимние Олимпийские игры.

## Организатор
Страной-организатором зимних Олимпийских игр 2022 года являлся Китай, а местом проведения его столица — Пекин.
Первым городом (середина августа 2013 года), подавшим в МОК официальную заявку на проведение зимней Олимпиады-2022, стала Алма-Ата (Казахстан). Позднее поступила заявка от Пекина. Хотя о желании принять Олимпиаду объявляло ещё несколько городов, все они затем отказались. Кому МОК отдаст предпочтение — экономическому гиганту Китаю или развивающейся центрально-азиатской державе, где никогда ранее не проходили Олимпийские игры, — до последнего момента оставалось неясным.
Голосование прошло 31 июля 2015 года на сессии МОК в Куала-Лумпуре.
Перед голосованием заявку Алма-Аты презентовал премьер-министр Казахстана Карим Масимов. Он сделал акцент на том, что «выбор Алма-Аты — это не риск, а возможность доказать, что развивающиеся страны меньшего размера могут успешно проводить Олимпийские игры». Заявку Пекина презентовала Ян Лань — бывшая ведущая китайского телеканала CCTV. Она говорила об экономических достижениях своей страны и её способности «защитить долгосрочную финансовую устойчивость и репутацию Игр».
В конечном итоге Пекин победил Алма-Ату с перевесом всего в четыре голоса.
| Город-Кандидат | Страна    | Голосов |
| -------------- | --------- | ------- |
| Пекин          | Китай     | 44      |
| Алма-Ата       | Казахстан | 40      |

Снявшиеся кандидаты:  Краков, Польша,  Львов, Украина,  Осло, Норвегия,  Стокгольм, Швеция

## Символика

### Эмблема
В декабре 2017 года был представлен официальный логотип Олимпийских игр 2022 года в Пекине. Эмблема называется «зимняя мечта» (кит. упр. 冬梦, палл. дунмэн). Основная часть эмблемы представлена в виде развевающейся ленты, символизирующей горные хребты Китая, спортивные объекты, лыжные трассы и катки. Очертание ленты воспроизводит китайский иероглиф 冬 (зима) как первый иероглиф названия эмблемы, и напоминает фигуру конькобежца в верхней части и силуэт лыжника — в нижней. Синий цвет эмблемы олицетворяет будущее, а также чистоту льда и снега. Жёлтый и красный (цвета китайского флага) — символизируют стремление, молодость и жизненную энергию. Ниже на логотипе расположена надпись «Beijing 2022», ещё ниже — пять олимпийских колец. Форма букв передаёт характерные черты китайской техники вырезания украшений из бумаги.

### Факел
Олимпийский факел является обязательным атрибутом Игр и имеет уникальный дизайн для каждой Олимпиады. Факел Олимпийских игр 2022 года в Пекине представлял собой конструкцию в виде спирали, напоминающей развевающуюся ленту. За его внешний образ факел назван «Летящим» (кит. упр. 飞扬, палл. фэй ян). На передней части нанесена эмблема Олимпиады, а витая красная полоса, расположенная по всей длине факела, символизирует Великую Китайскую стену, олимпийские лыжные трассы и стремление человека к свету, миру и совершенству. Основные цвета факела — красный и серебряный — символизируют огонь и лёд, обозначая, что факел несёт «свет и тепло в мир снега и льда». При передаче Олимпийского огня факелы подходят друг к другу как руки при рукопожатии, символизируя олимпийскую дружбу и единство.

### Талисман

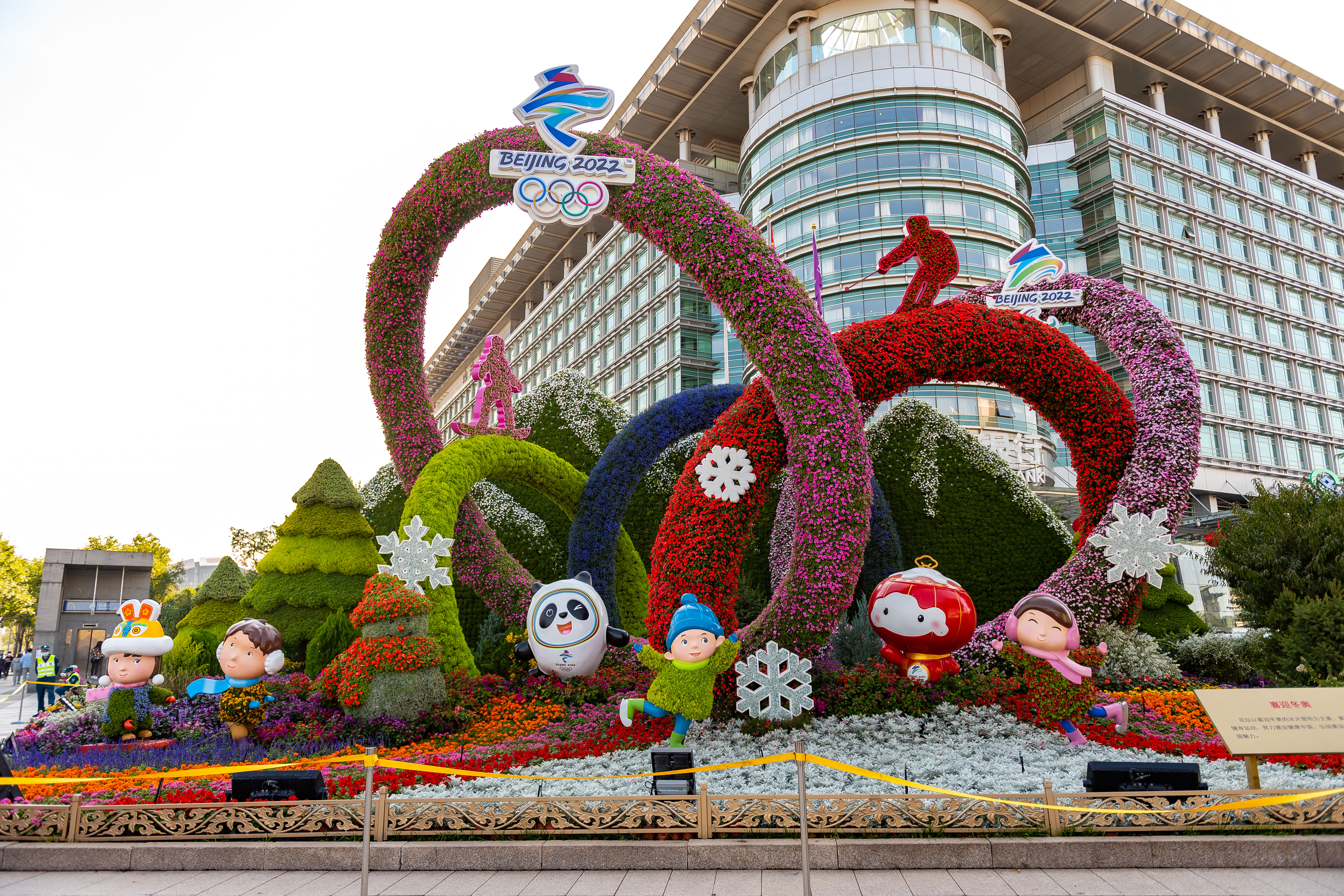
Талисманы игр: панда Бин Дунь Дунь и китайский фонарь Сюэ Жун Жун

В сентябре 2019 года организаторы Олимпиады в Пекине представили официальный талисман соревнований. Им стала панда по имени Бин Дунь Дунь, одетая в ледяной костюм, напоминающий космический скафандр. Яркие разноцветные кольца, расположенные вокруг мордочки панды, символизируют обустроенные по новейшим технологиям ледовые и снежные арены Пекина, а сердечко на левой лапе — гостеприимность Китая.

### Олимпийский огонь
18 октября 2021 года в храме Геры в Древней Олимпии на полуострове Пелопоннес в Греции состоялась Церемония зажжения Олимпийского огня. На церемонии присутствовали президент Греции Катерина Сакелларопулу и президент МОК Томас Бах. Из-за ограничений, обусловленных пандемией COVID-19, церемония прошла без зрителей.

### Олимпийские медали
Внешний вид медалей перекликается с нефритовыми подвесками, в частности, с артефактами возрастом 5300 лет из развалин Линцзятань, уезд Ханьшань, провинция Аньхой. На аверсе помещена Олимпийская эмблема и пять концентрических окружностей как символ сплачивающего мир олимпийского духа и понятия гармонии человека, неба и земли из китайской философии. На реверсе — эмблема Олимпиады-2022 и мотивы, навеянные древнекитайскими звёздными картами: орбиты 24 (порядковый номер Олимпиады) малых планет, представляющие звёздное небо и гармонию человека и природы.

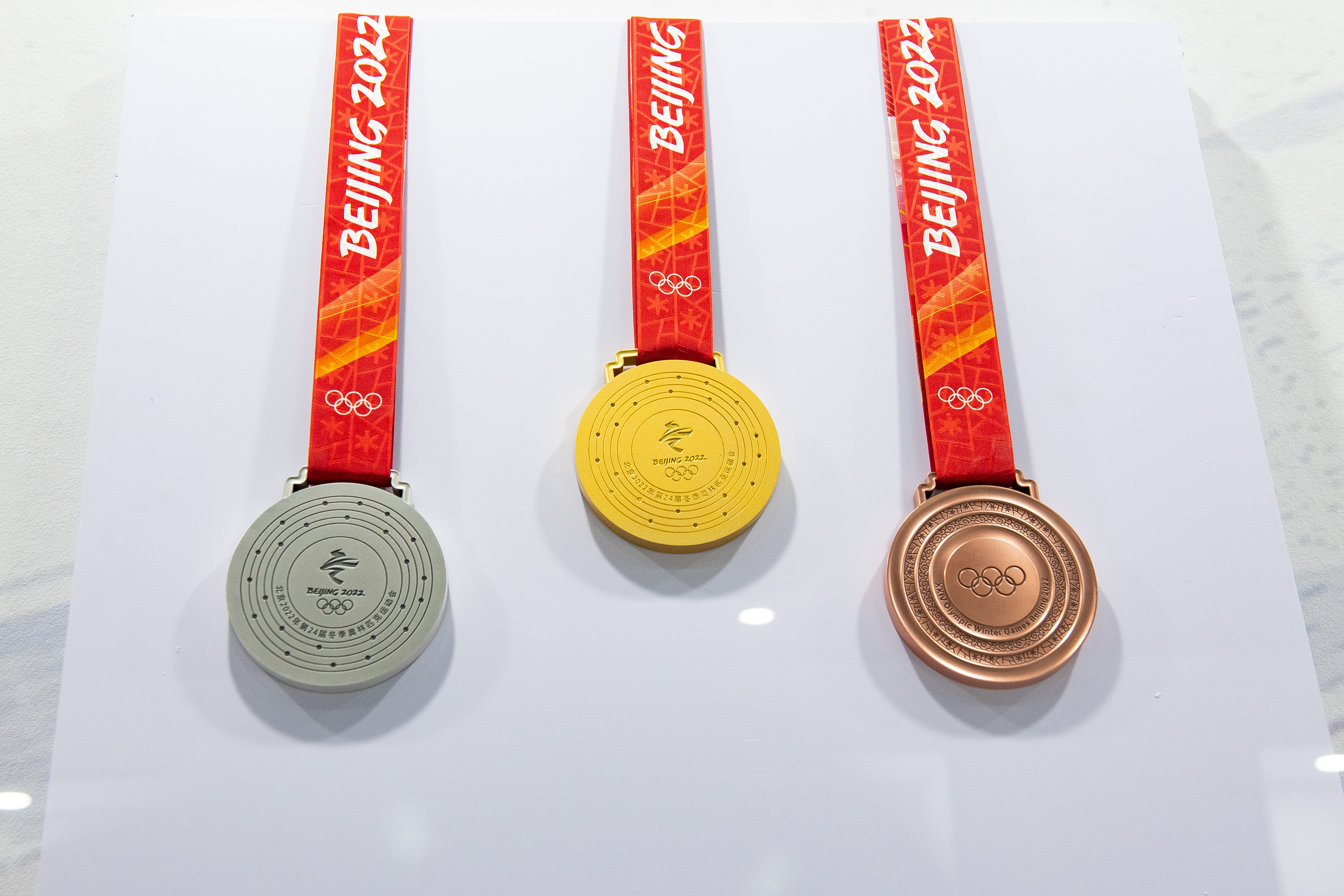
Медали Игр (реверс золотой и серебряной, аверс бронзовой), «Великолепие·Следуя за мечтой — Путь двух олимпиад. Выставка китайской спортивной культуры», Национальный стадион, Пекин, КНР, 2022 год

### Олимпийские пиктограммы
Организаторами Олимпиады были созданы пиктограммы для каждой из 30 спортивных дисциплин, представленных на Играх (24 пиктограммы — для Олимпиады-2022 и 6 пиктограмм — для Паралимпиады-2022). Олимпийские пиктограммы Олимпиады-2022 сходны с пиктограммами летней Олимпиады-2008 в том, что они выполнены в стиле древних китайских печатей «чжуань» (которые породили стиль китайской каллиграфии чжуаньшу) и напоминают танцующие фигурки людей, а отличаются периодом, к которому относится стиль печатей. Для нынешних пиктограмм это период династии Хань и Вэй—Цзинь (206 г. до н. э. — 420 г. н. э.). Как и на древних печатях, символы пиктограмм — белые на красном фоне.

## Бюджет

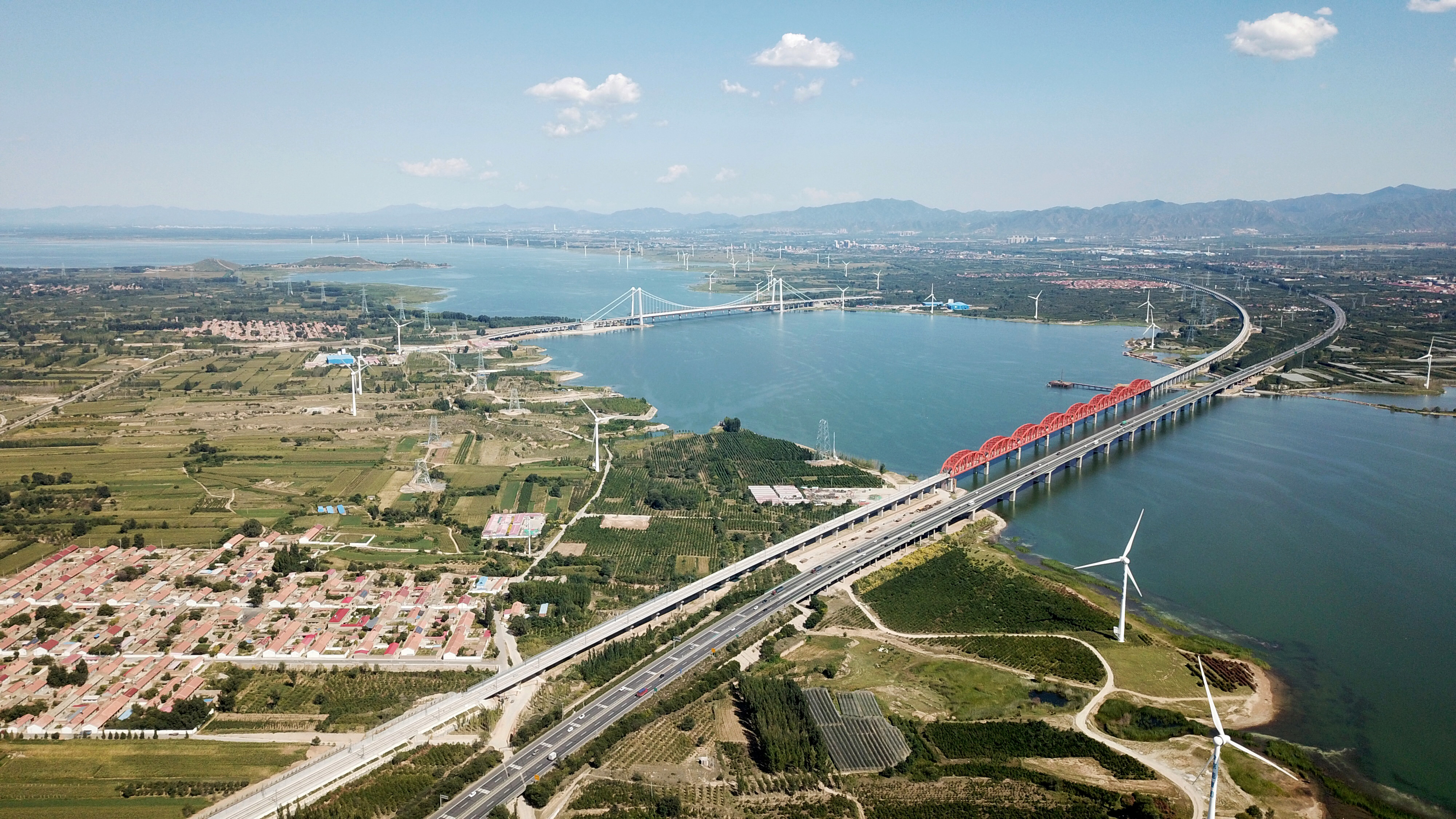
Автомагистраль и высокоскоростная ж/д между Пекином и Чжанцзякоу

Заявленный бюджет Олимпийских игр 2022 года — 3,9 млрд долларов США. Поскольку в Пекине уже проводились летние Олимпийские игры 2008 года, были использованы уже имеющиеся объекты, кроме того, в этом городе специально к Олимпиаде был построен Национальный конькобежный овал. На стадионе «Птичье гнездо» прошли церемонии открытия и закрытия, плавательный комплекс Водяной куб переоборудовали под зимние виды спорта. К Играм-2008 было построено множество отелей и крупный медиацентр. Из-за нехватки снега в Пекине соревнования проводились также Чжанцзякоу. Олимпийская деревня находится на расстоянии около двухсот километров от некоторых спортивных объектов, поэтому к началу соревнований их нужно было связать высокоскоростной железной дорогой. В заявленный бюджет Игр смета по её строительству включена не была. Дорога введена в эксплуатацию 30 декабря 2019 года и стала первой в Китае высокотехнологичной железной дорогой с ГНСС «Бэйдоу». Скорость движения по ней — около 350 км/ч. В начале 2021 года председатель КНР Си Цзиньпин инспектировал олимпийские объекты, прибыв к ним на поезде по этой дороге.

## Подготовка

### Волонтёры
5 декабря 2019 года был официально запущен глобальный набор волонтёров для Зимних Олимпийских игр. Планировалось набрать 27 тысяч волонтёров для Олимпийских игр. Добровольцев распределяли по трём районам проведения соревнований: в Пекине, Яньцине, Чжанцзякоу. Они оказывали помощь в 12 видах волонтёрских услуг, таких как международные связи, организация соревнований и работа на объектах.
27 октября 2021 года была представлена официальная форма волонтёров и технического персонала игр, в дизайне которой использованы сюжеты свитка Ван Симэна «Горы и воды на тысячу ли» (кит. упр. 千里江山图), хранящегося в пекинском музее «Гугун», образ Великой Китайской стены и вид ландшафта района соревнований Пекин—Чжанцзякоу.

### Мероприятия по профилактике COVID-19
29 сентября 2021 года МОК анонсировал ключевую политику по предотвращению распространения COVID-19 на Зимних Олимпийских и Паралимпийских играх 2022 года. Если персонал, не получивший медицинского освобождения, завершил вакцинацию за 14 дней до въезда в Китай, то проходить карантин было не нужно, в противном случае обязательный карантин после въезда составлял 21 день. На олимпиаду можно было попасть только гражданам, проживающим на материковом Китае, которые соответствовали требованиям по предотвращению распространения коронавируса. Билеты продавались только зрителям, которые соответствуют требованиям по контролю за Олимпийскими играми, за исключением спортсменов и некоторых официальных лиц команд, которые оставались в олимпийской деревне. Весь остальной зарегистрированный персонал проживал в отелях, нанятых Оргкомитетом Зимних Олимпийских игр. 17 января 2022 года Организационный комитет Зимних Олимпийских игр в Пекине заявил, что из-за тяжелой ситуации с профилактикой и контролем эпидемии было принято решение не продавать билеты публично, а вместо этого организовать зрителей для просмотра Игр на месте. В свою очередь, зрителям при просмотре Игр было необходимо строго соблюдать требования профилактики и контроля эпидемии.
Что касается транспорта, то персонал Олимпийских игр мог добираться до объектов игр и обратно только на специальных транспортных средствах и скоростных поездах. Такие транспортные средства были обозначены специальными знаками. Управление дорожного движения Пекина требовало, чтобы посторонний персонал держался на безопасном расстоянии от специальных транспортных средств для Олимпийских игр и людей внутри них. На станциях высокоскоростной железной дороги Пекин-Чжанцзякоу и специального поезда для Олимпийских игр, также были созданы зоны, предназначенные только для посетителей и персонала игр. Кроме того, столичный аэропорт Пекина, который принимал большое количество людей, связанных с Олимпийскими играми, также создал специальную огороженную зону, чтобы гарантировать отсутствие контакта обычных пассажиров с лицами, относящимися к Играм.
Несмотря на принятые меры, в КНР было зафиксировано 437 случаев заражения (включая и гостей, и граждан Китая), связанных с Олимпиадой.

### Мобильное приложение
Все посетители олимпийских объектов, включая спортсменов, персонал и зрителей, были обязаны устанавливать мобильное приложение My 2022. Оно предназначалось для отображения уровня здоровья, подачи ежедневных деклараций о состоянии здоровья, отслеживания контактов с больными COVID-19, учёта поездок и др. Приложение также предоставляло новости о событиях Олимпийских игр и имело функцию чата.
Пользователи приложения отметили, что в случае совпадения их никнеймов с именами спортсменов и персонала олимпийских сборных приложение становилось нестабильным. Также ряд стран выразил обеспокоенность по поводу предполагаемой скрытой слежки китайскими спецслужбами за всем трафиком в My 2022 и предложил атлетам и персоналу варианты снижения рисков. Например, Нидерланды предписали своим олимпийцам оставить собственные мобильные устройства дома, британские и бельгийские функционеры предупредили спортсменов об угрозе слежки, но оставили за ними право выбора, предложив выдать временные телефоны, а немецкие — договорились с Samsung о раздаче временных телефонов и попросили атлетов устанавливать My 2022 только на них. Также за две недели до начала игр канадская лаборатория Citizen Lab выпустила отчёт про My 2022. Исследователи обнаружили в приложении многочисленные уязвимости, позволяющие взломщику «с легкостью» получать доступ к передаваемым через приложение файлам, в том числе личным и медицинским данным. Кроме того, в коде приложения нашли отключённую функцию по мониторингу политически неблагонадежного контента по ключевым фразам — упоминаниям Синьцзяна, Тибета или Си Цзиньпина.

### Влияние на зимние виды спорта в Китае
Подготовка к зимней Олимпиаде-2022 привела к большому росту распространённости зимних видов спорта в Китае. С 2016 по 2019 годы рынок индустрии зимних видов спорта в Китае вырос с 364,37 млрд юаней до 520,88 млрд юаней, в период эпидемии COVID-19 — 2020 году — он снизился до 381,1 млрд юаней, оставаясь выше уровня 2016 года; согласно китайскому «Плану развития зимних видов спорта на 2016—2025 гг.» прогнозировалось увеличение этого рынка до 1 трлн юаней в 2025 году. По сравнению с 2015 годом, когда победила заявка Китая на проведение Олимпиады, к 2021 году в стране на 317% выросло число отвечающих стандартам катков со льдом — до 654 и на 41% увеличилось количество баз горнолыжного спорта открытого типа — до 803. 23 июля 2019 года был выпущен первый список учреждений Китая со специализацией на зимних видах спорта, включавший 1036 начальных и средних школ, а в «Плане развития зимних видов спорта на 2016—2025 гг.» была представлена программа увеличения распространённости занятий зимними видами спорта среди подростков с целью повышения количества юношей и девушек с таким увлечением до 1 млн.

## Соревнования

### Виды спорта
18 июля 2018 года Международный олимпийский комитет объявил о добавлении 7 новых дисциплин в программу зимних Олимпийских игр в Пекине: женские одиночные соревнования по бобслею, мужские и женские соревнования по фристайлу в дисциплине биг-эйр, смешанная эстафета в шорт-треке, смешанные командные соревнования по фристайлу в акробатике, прыжках на лыжах с трамплина и сноуборд-кроссе.
Номера в скобках указывают количество комплектов медалей, разыгрываемых в конкретной дисциплине.

| 1. Биатлон (11) (подробнее) · 2. Бобслей - Бобслей (4) (подробнее) - Скелетон (2) (подробнее) 3. Кёрлинг (3) (подробнее) · 4. Коньковые виды спорта - Конькобежный спорт (14) (подробнее) - Фигурное катание (5) (подробнее) - Шорт-трек (9) (подробнее) | 5. Лыжные виды спорта - Горнолыжный спорт (11) (подробнее) - Лыжное двоеборье (3) (подробнее) - Лыжные гонки (12) (подробнее) - Прыжки на лыжах с трамплина (5) (подробнее) - Фристайл (13) (подробнее) - Сноуборд (11) (подробнее) 6. Санный спорт (4) (подробнее) · 7. Хоккей (2) (подробнее) |

### Участники
На Олимпийских играх в Пекине представлены 91 НОК. Две страны впервые принимают участие в зимних Олимпийских играх: Гаити и Саудовская Аравия. После перерыва вновь выступают сборные Американского Самоа, Перу, Тринидада и Тобаго и Виргинских Островов.
| - Австралия (44) - Австрия (106) - Азербайджан (2) - Албания (1) - Американские Виргинские Острова (1) - Американское Самоа (1) - Андорра (5) - Аргентина (6) - Армения (6) - Беларусь (29) - Бельгия (19) - Болгария (16) - Боливия (2) - Босния и Герцеговина (6) - Бразилия (10) - Великобритания (50) - Венгрия (14) - Восточный Тимор (1) - Гаити (1) | - Гана (1) - Германия (148) - Гонконг (3) - Греция (5) - Грузия (9) - Дания (62) - Израиль (6) - Индия (1) - Иран (3) - Ирландия (6) - Исландия (5) - Испания (14) - Италия (118) - Казахстан (34) - Канада (215) - Кипр (1) - Кыргызстан (1) - Китай (хозяева) (170) - Колумбия (3) | - Косово (2) - Латвия (57) - Ливан (3) - Литва (13) - Лихтенштейн (2) - Люксембург (2) - Мадагаскар (2) - Малайзия (2) - Мальта (1) - Марокко (1) - Мексика (4) - Молдова (5) - Монако (3) - Монголия (2) - Нигерия (1) - Нидерланды (42) - Новая Зеландия (15) - Норвегия (83) - ОКР (212) | - Пакистан (1) - Перу (1) - Польша (57) - Португалия (3) - Пуэрто-Рико (2) - Румыния (21) - Сан-Марино (2) - Саудовская Аравия (1) - Северная Македония (3) - Сербия (2) - Словакия (50) - Словения (43) - США (222) - Таиланд (4) - Тайвань (4) - Тринидад и Тобаго (2) - Турция (7) - Узбекистан (1) - Украина (43) | - Филиппины (1) - Финляндия (95) - Франция (86) - Хорватия (11) - Черногория (3) - Чехия (113) - Чили (4) - Швейцария (168) - Швеция (116) - Эквадор (1) - Эритрея (1) - Эстония (26) - Республика Корея (63) - Ямайка (6) - Япония (124) |

| - Австралия (44) - Австрия (106) - Азербайджан (2) - Албания (1) - Американские Виргинские Острова (1) - Американское Самоа (1) - Андорра (5) - Аргентина (6) - Армения (6) - Беларусь (29) - Бельгия (19) - Болгария (16) - Боливия (2) - Босния и Герцеговина (6) - Бразилия (10) - Великобритания (50) - Венгрия (14) - Восточный Тимор (1) - Гаити (1) | - Гана (1) - Германия (148) - Гонконг (3) - Греция (5) - Грузия (9) - Дания (62) - Израиль (6) - Индия (1) - Иран (3) - Ирландия (6) - Исландия (5) - Испания (14) - Италия (118) - Казахстан (34) - Канада (215) - Кипр (1) - Кыргызстан (1) - Китай (хозяева) (170) - Колумбия (3) | - Косово (2) - Латвия (57) - Ливан (3) - Литва (13) - Лихтенштейн (2) - Люксембург (2) - Мадагаскар (2) - Малайзия (2) - Мальта (1) - Марокко (1) - Мексика (4) - Молдова (5) - Монако (3) - Монголия (2) - Нигерия (1) - Нидерланды (42) - Новая Зеландия (15) - Норвегия (83) - ОКР (212) | - Пакистан (1) - Перу (1) - Польша (57) - Португалия (3) - Пуэрто-Рико (2) - Румыния (21) - Сан-Марино (2) - Саудовская Аравия (1) - Северная Македония (3) - Сербия (2) - Словакия (50) - Словения (43) - США (222) - Таиланд (4) - Тайвань (4) - Тринидад и Тобаго (2) - Турция (7) - Узбекистан (1) - Украина (43) | - Филиппины (1) - Финляндия (95) - Франция (86) - Хорватия (11) - Черногория (3) - Чехия (113) - Чили (4) - Швейцария (168) - Швеция (116) - Эквадор (1) - Эритрея (1) - Эстония (26) - Республика Корея (63) - Ямайка (6) - Япония (124) |

| - Австралия (44) - Австрия (106) - Азербайджан (2) - Албания (1) - Американские Виргинские Острова (1) - Американское Самоа (1) - Андорра (5) - Аргентина (6) - Армения (6) - Беларусь (29) - Бельгия (19) - Болгария (16) - Боливия (2) - Босния и Герцеговина (6) - Бразилия (10) - Великобритания (50) - Венгрия (14) - Восточный Тимор (1) - Гаити (1) | - Гана (1) - Германия (148) - Гонконг (3) - Греция (5) - Грузия (9) - Дания (62) - Израиль (6) - Индия (1) - Иран (3) - Ирландия (6) - Исландия (5) - Испания (14) - Италия (118) - Казахстан (34) - Канада (215) - Кипр (1) - Кыргызстан (1) - Китай (хозяева) (170) - Колумбия (3) | - Косово (2) - Латвия (57) - Ливан (3) - Литва (13) - Лихтенштейн (2) - Люксембург (2) - Мадагаскар (2) - Малайзия (2) - Мальта (1) - Марокко (1) - Мексика (4) - Молдова (5) - Монако (3) - Монголия (2) - Нигерия (1) - Нидерланды (42) - Новая Зеландия (15) - Норвегия (83) - ОКР (212) | - Пакистан (1) - Перу (1) - Польша (57) - Португалия (3) - Пуэрто-Рико (2) - Румыния (21) - Сан-Марино (2) - Саудовская Аравия (1) - Северная Македония (3) - Сербия (2) - Словакия (50) - Словения (43) - США (222) - Таиланд (4) - Тайвань (4) - Тринидад и Тобаго (2) - Турция (7) - Узбекистан (1) - Украина (43) | - Филиппины (1) - Финляндия (95) - Франция (86) - Хорватия (11) - Черногория (3) - Чехия (113) - Чили (4) - Швейцария (168) - Швеция (116) - Эквадор (1) - Эритрея (1) - Эстония (26) - Республика Корея (63) - Ямайка (6) - Япония (124) |

| - Австралия (44) - Австрия (106) - Азербайджан (2) - Албания (1) - Американские Виргинские Острова (1) - Американское Самоа (1) - Андорра (5) - Аргентина (6) - Армения (6) - Беларусь (29) - Бельгия (19) - Болгария (16) - Боливия (2) - Босния и Герцеговина (6) - Бразилия (10) - Великобритания (50) - Венгрия (14) - Восточный Тимор (1) - Гаити (1) | - Гана (1) - Германия (148) - Гонконг (3) - Греция (5) - Грузия (9) - Дания (62) - Израиль (6) - Индия (1) - Иран (3) - Ирландия (6) - Исландия (5) - Испания (14) - Италия (118) - Казахстан (34) - Канада (215) - Кипр (1) - Кыргызстан (1) - Китай (хозяева) (170) - Колумбия (3) | - Косово (2) - Латвия (57) - Ливан (3) - Литва (13) - Лихтенштейн (2) - Люксембург (2) - Мадагаскар (2) - Малайзия (2) - Мальта (1) - Марокко (1) - Мексика (4) - Молдова (5) - Монако (3) - Монголия (2) - Нигерия (1) - Нидерланды (42) - Новая Зеландия (15) - Норвегия (83) - ОКР (212) | - Пакистан (1) - Перу (1) - Польша (57) - Португалия (3) - Пуэрто-Рико (2) - Румыния (21) - Сан-Марино (2) - Саудовская Аравия (1) - Северная Македония (3) - Сербия (2) - Словакия (50) - Словения (43) - США (222) - Таиланд (4) - Тайвань (4) - Тринидад и Тобаго (2) - Турция (7) - Узбекистан (1) - Украина (43) | - Филиппины (1) - Финляндия (95) - Франция (86) - Хорватия (11) - Черногория (3) - Чехия (113) - Чили (4) - Швейцария (168) - Швеция (116) - Эквадор (1) - Эритрея (1) - Эстония (26) - Республика Корея (63) - Ямайка (6) - Япония (124) |

### Календарь
| ЦО | Церемония открытия | ● | Квалификации | № | Финалы соревнований | ПВ | Показательные выступления | ЦЗ | Церемония закрытия |

| Февраль            | Февраль            | 2 Ср | 3 Чт | 4 Пт | 5 Сб | 6 Вс | 7 Пн | 8 Вт | 9 Ср | 10 Чт | 11 Пт | 12 Сб | 13 Вс | 14 Пн | 15 Вт | 16 Ср | 17 Чт | 18 Пт | 19 Сб | 20 Вс | Медали |
| ------------------ | ------------------ | ---- | ---- | ---- | ---- | ---- | ---- | ---- | ---- | ----- | ----- | ----- | ----- | ----- | ----- | ----- | ----- | ----- | ----- | ----- | ------ |
| Церемонии          | Церемонии          | 000  | 000  | ЦО   | 000  | 000  | 000  | 000  | 000  | 000   | 000   | 000   | 000   | 000   | 000   | 000   | 000   | 000   |       | ЦЗ    |        |
| Биатлон            | Биатлон            |      |      | 000  | 1    |      | 1    | 1    |      |       | 1     | 1     | 2     |       | 1     | 1     |       | 2     |       |       | 11     |
| Бобслей            | Бобслей            |      |      |      |      |      |      |      |      |       |       |       |       | 1     | 1     |       |       |       | 1     | 1     | 4      |
| Горнолыжный спорт  | Горнолыжный спорт  |      |      |      |      |      | 2    | 1    | 1    | 1     | 1     |       | 1     |       | 1     | 1     | 1     |       |       | 1     | 11     |
| Кёрлинг            | Кёрлинг            |      |      |      |      |      |      | 1    |      |       |       |       |       |       |       |       |       |       | 1     | 1     | 3      |
| Конькобежный спорт | Конькобежный спорт |      |      |      | 1    | 1    | 1    | 1    |      | 1     | 1     | 1     | 1     |       | 2     |       | 1     | 1     | 2     |       | 14     |
| Лыжное двоеборье   | Лыжное двоеборье   |      |      |      |      |      |      |      | 1    |       |       |       |       |       | 1     |       | 1     |       |       |       | 3      |
| Лыжные гонки       | Лыжные гонки       |      |      |      | 1    | 1    |      | 2    |      | 1     | 1     | 1     | 1     |       |       | 2     |       |       | 1     | 1     | 12     |
| Прыжки с трамплина | Прыжки с трамплина |      |      |      | 1    | 1    | 1    |      |      |       |       | 1     |       | 1     |       |       |       |       |       |       | 5      |
| Санный спорт       | Санный спорт       |      |      |      |      | 1    |      | 1    | 1    | 1     |       |       |       |       |       |       |       |       |       |       | 4      |
| Скелетон           | Скелетон           |      |      |      |      |      |      |      |      |       | 1     | 1     |       |       |       |       |       |       |       |       | 2      |
| Сноуборд           | Сноуборд           |      |      |      |      | 1    | 1    | 2    | 1    | 2     | 1     | 1     |       |       | 2     |       |       |       |       |       | 11     |
| Фигурное катание   | Фигурное катание   |      |      |      |      |      | 1    |      |      | 1     |       |       |       | 1     |       |       | 1     |       | 1     | ПВ    | 5      |
| Фристайл           | Фристайл           |      |      |      | 1    | 1    |      | 1    | 1    | 1     |       |       |       | 1     | 2     | 1     | 1     | 2     | 1     |       | 13     |
| Хоккей с шайбой    | Хоккей с шайбой    |      |      |      |      |      |      |      |      |       |       |       |       |       |       |       | 1     |       |       | 1     | 2      |
| Шорт-трек          | Шорт-трек          |      |      |      | 1    |      | 2    |      | 1    |       | 1     |       | 2     |       |       | 2     |       |       |       |       | 9      |
| Медалей за день    | Медалей за день    |      |      |      | 6    | 6    | 9    | 10   | 6    | 8     | 7     | 6     | 7     | 4     | 9     | 8     | 6     | 5     | 7     | 5     | 109    |
| Медалей всего      | Медалей всего      |      |      |      | 6    | 12   | 21   | 31   | 37   | 45    | 52    | 58    | 65    | 69    | 78    | 86    | 92    | 97    | 104   | 109   | 109    |

### Медальный зачёт
В таблице указана первая десятка стран по количеству золотых медалей. В случае одинакового количества золотых медалей, места распределены по количеству серебряных медалей.

Жирным выделено наибольшее количество медалей в своей категории; страна-организатор также выделена.
|       | Общее количество медалей | Общее количество медалей | Общее количество медалей | Общее количество медалей | Всего |
| Место | Страна                   | Золото                   | Серебро                  | Бронза                   | Всего |
| ----- | ------------------------ | ------------------------ | ------------------------ | ------------------------ | ----- |
| 1     | Норвегия                 | 16                       | 8                        | 13                       | 37    |
| 2     | Германия                 | 12                       | 10                       | 5                        | 27    |
| 3     | США                      | 9                        | 9                        | 7                        | 25    |
| 4     | Китай                    | 9                        | 4                        | 2                        | 15    |
| 5     | Швеция                   | 8                        | 5                        | 5                        | 18    |
| 6     | Нидерланды               | 8                        | 5                        | 4                        | 17    |
| 7     | Австрия                  | 7                        | 7                        | 4                        | 18    |
| 8     | Швейцария                | 7                        | 2                        | 5                        | 14    |
| 9     | ОКР                      | 5                        | 12                       | 15                       | 32    |
| 10    | Франция                  | 5                        | 7                        | 2                        | 14    |
| Всего | Всего                    | 109                      | 109                      | 109                      | 327   |

## Спортивные сооружения

### Пекин

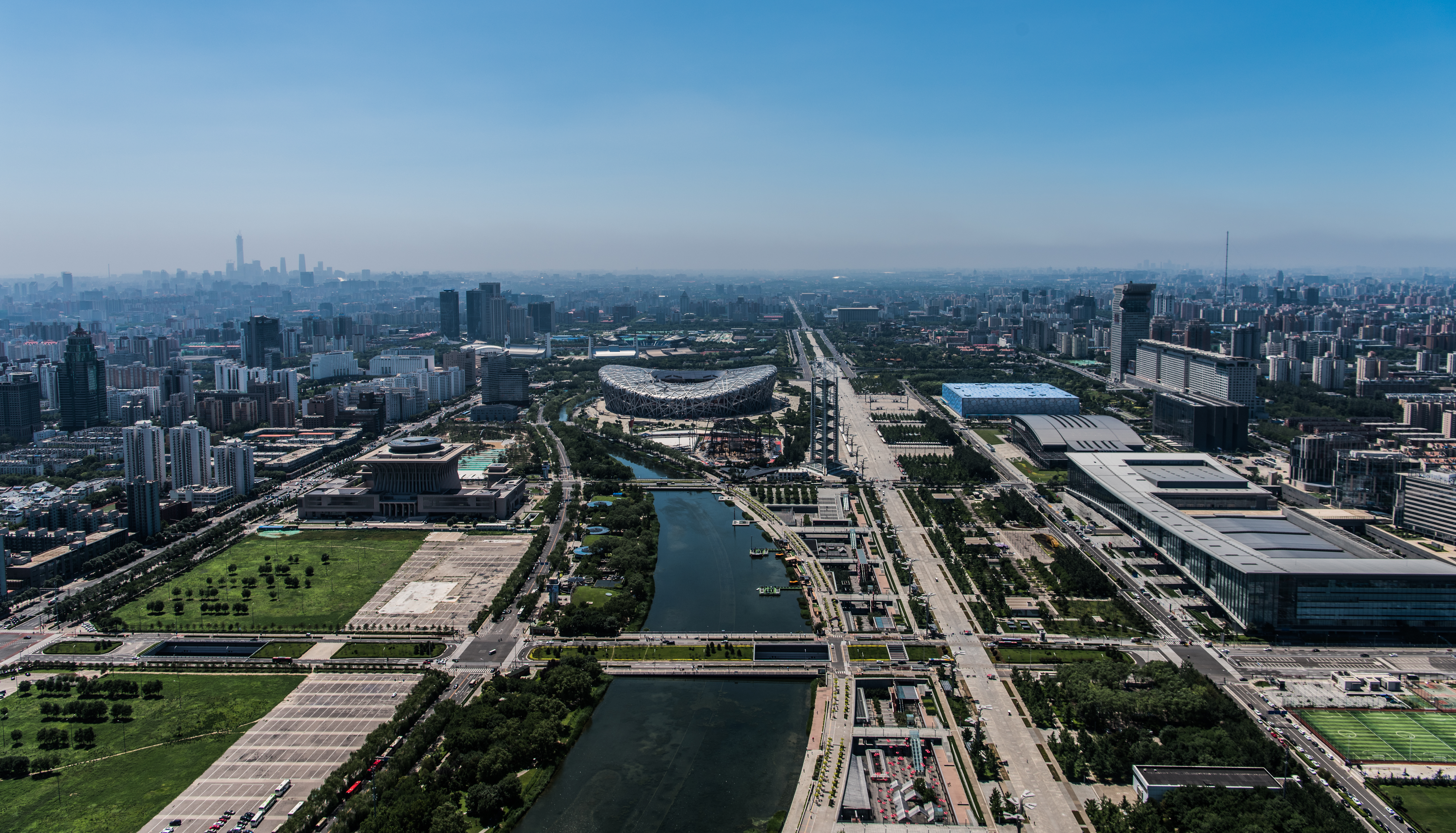
Часть олимпийских объектов Пекина

- Национальный стадион (Пекин) — церемонии открытия и закрытия
- Государственный дворец спорта Пекина — хоккей с шайбой
- Укэсон-арена — хоккей с шайбой
- Столичный дворец спорта — фигурное катание, шорт-трек[39]
- Пекинский национальный плавательный комплекс — кёрлинг
- Национальный конькобежный овал — скоростной бег на коньках
- Трамплин «Биг-эйр Шоген» — Биг-эйр (фристайл), биг-эйр (сноуборд)

#### Яньцин
- Национальный горнолыжный центр — горнолыжный спорт
- Национальный санно-бобслейный центр — бобслей, санный спорт, скелетон

### Чжанцзякоу

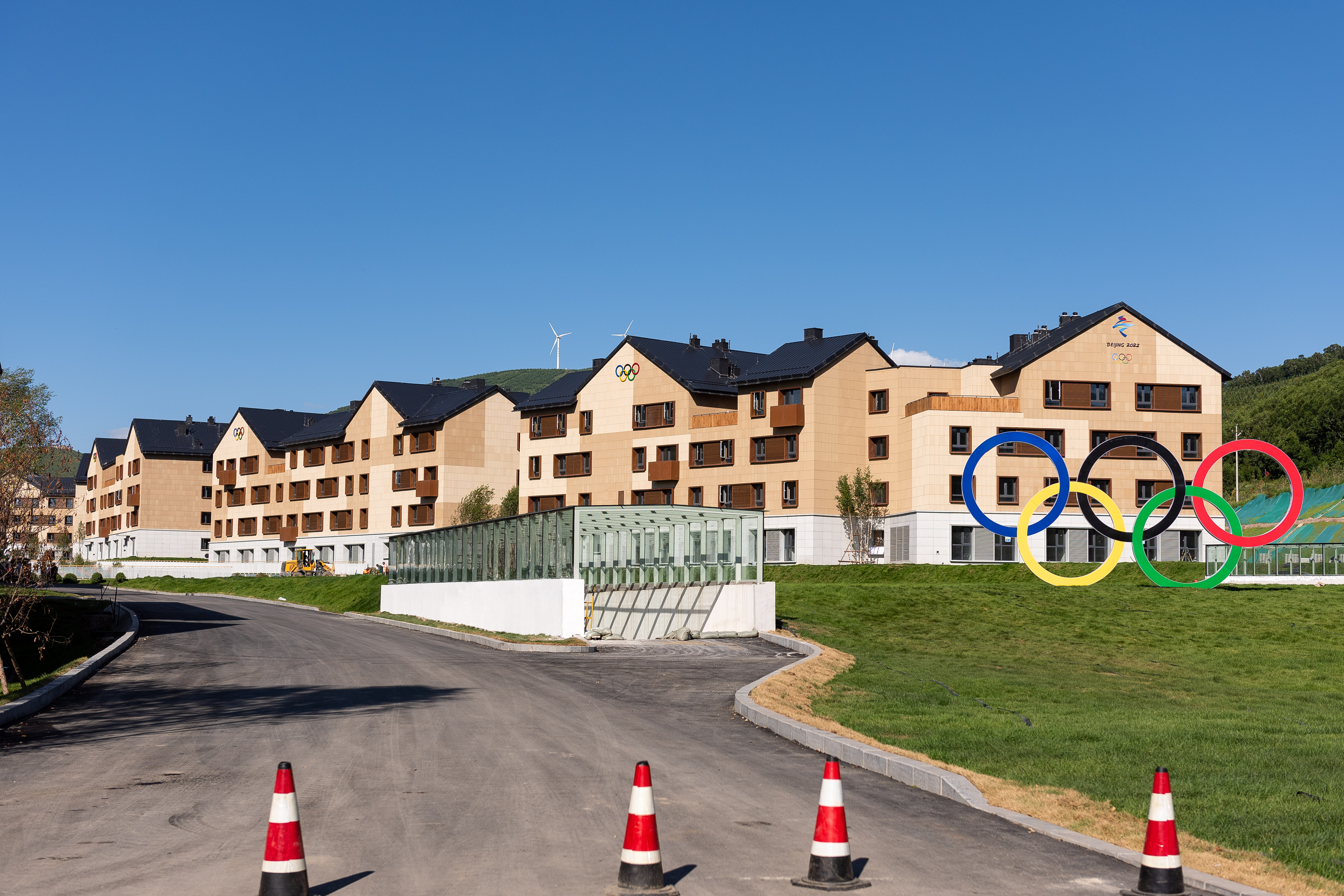
Олимпийская деревня в Чжанцзякоу

Чжанцзякоу был указан вместе с Пекином как город проведения Игр в официальной заявке, победившей 31 июля 2015 года.
- Национальный лыжный центр — лыжные гонки, лыжное двоеборье
- Национальный центр прыжков с трамплина — прыжки с трамплина, лыжное двоеборье
- Национальный центр биатлона — биатлон
- Снежный парк Геньтин — фристайл (хафпайп), сноуборд (хафпайп)
- Тайву — фристайл (слоупстайл, ски-кросс), сноуборд (слоупстайл, сноуборд-кросс)
- Ваньлун — фристайл (акробатика, могул), сноуборд (параллельные дисциплины)

## Вещание
- Австралия : Seven Network.
- Азия : Dentsu.
- Армения : ОТА.
- Белоруссия — Белтелерадиокомпания.
- Бельгия : RTBF; VRT.
- Бразилия : Grupo Globo.
- Великобритания : BBC ; Eurosport.
- Венгрия : MTVA.
- Германия : ARD ; ZDF.
- Греция : ERT.
- Дания : DR, TV 2.
- Европа : Eurosport (кроме России)[41].
- Исландия : RÚV.
- Испания : RTVE.
- Казахстан : Хабар, Қазақстан Телерадиокорпорациясы.
- Канада : ICI Radio-Canada Télé (Французский) / CBC; Bell Media (Английский).
- Китай : CCTV, Migu.
- Латинская Америка : América Móvil.
- Литва : TV3.
- MENA : beIN Sports.
- Макао : TDM.
- Малайзия : Astro; RTM; Unifi TV.
- Нидерланды : NOS.
- Новая Зеландия : Sky Television.
- Океания : Sky Television.
- Перу : Grupo ATV.
- Польша : TVP.
- Республика Косово : RTK.
- Россия : Первый канал ; Россия-1 ; Матч ТВ; Матч! Игра; Матч! Арена; Матч! Страна.
- Украина : UA:Перший.
- Сербия : РТС.
- Республика Корея : SBS.
- Сингапур : Mediacorp.
- Словения : RTV.
- США : NBCUniversal.
- Таиланд : Plan B.
- Финляндия : Yle.
- Франция : France Télévisions.
- Хорватия : HRT.
- Чёрная Африка : Econet Media ; Infront Sports & Media ; SuperSport.
- Эстония : Eesti Meedia.
- ЮАР : SABC ; SuperSport.
- КНДР : SBS[источник не указан 1252 дня].
- Япония : Japan Consortium.

## В филателии и нумизматике
16 ноября 2018 года почта КНР выпустила четыре почтовые марки, посвящённые Олимпиаде-2022. На каждой из них изображён спортсмен, выступающий в спортивной дисциплине Олимпиады, а также эмблема Олимпиады-2022. Представлены спортивные дисциплины: лыжные гонки, горнолыжный спорт, лыжное двоеборье, фристайл.
1 декабря 2020 года Банк Китая выпустил серию памятных монет из драгоценных металлов, посвящённых Олимпиаде-2022. В серию вошли 3 монеты из золота, 5 из серебра и 1 из золота и серебра. На аверсе монет изображена эмблема Олимпиады-2022 и Великая Китайская стена, на реверсе — талисман, места проведения Олимпиады и др.

## Сопутствующие обстоятельства

### Пандемия COVID-19
За два года до начала зимней Олимпиады-2022 мир столкнулся с беспрецедентной пандемией коронавирусной инфекции COVID-19. В преддверии Игр эпидемическая ситуация не только не нормализовалась, но и во многом обострилась за счёт появления новых штаммов, включая «Омикрон».
22 декабря 2021 года НХЛ официально заявила, что из-за роста количества случаев заражения коронавирусом в лиге выступающие в ней игроки не будут принимать участие в Олимпиаде.
 Австрия,  Новая Зеландия,  Швеция,  Нидерланды и  Индия заявили, что не будут посылать правительственных чиновников из-за пандемии COVID-19.
Во время Игр заразились свыше 400 человек, а в марте в КНР имела место мощная вспышка инфекции.

### Дипломатический бойкот
Австралия и США объявили о «дипломатическом бойкоте» Игр, к которому присоединился и ряд других стран:
- Австралия[50]
- Бельгия[51]
- Великобритания[52]
- Дания[53]
- Канада[54]
- Косово[55]
- Литва[56]
- США[57]
- Япония[58].

Соответственно, в Пекин не поехали официальные представители этих стран.
Запрета для спортсменов предусмотрено не было. Причиной бойкота названы вопиющие (англ. egregious) нарушения прав человека в так называемых лагерях перевоспитания мусульман и этнических меньшинств (преимущественно уйгур, казахов и киргизов) в Синьцзяне.
Представитель китайского МИД заявил, что бойкот нарушает нейтральность в спорте и основан на лжи и слухах, а также сказал о контрмерах Китая, не уточняя, каких именно.

### Ситуация на Украине
В последний месяц перед Олимпиадой и во время неё происходила эскалация политической ситуации на востоке Украины вблизи территорий ДНР и ЛНР, сопровождавшаяся заявлениями о возможном применении военной силы в регионе. Это отвлекало внимание мирового сообщества от спортивных состязаний и создавало ощущение надвигающейся катастрофы. Фактически сразу после окончания Игр, 21 февраля 2022 года, Россия признала независимость ДНР и ЛНР, а 24 февраля началось вторжение России на Украину; указанные события стали одними из самых обсуждаемых. New York Times со ссылкой на источники в разведке и в администрации США писало, что Китай попросил Путина отсрочить вторжение на Украину до окончания Олимпиады.